# 唐桶溜
唐桶溜（かろけのため）は、栃木県芳賀郡芳賀町東水沼にあるため池である。
2010年（平成22年）3月25日に農林水産省のため池百選に選定された。

## 概要
この地は丘陵地帯であり、1701年（元禄14年）、地元の名主の岡田宗山が、上流部の沢を堰堤でせき止め6haの唐桶溜の築造に着手した。
しかし、上流からの流量だけでは満水にならず、12km離れた鬼怒川から4kmの隧道を掘削し、用水で導水し1706年（宝永3年）に完成した。現在も48haの灌漑を行っている。

## 自然環境
淡水魚の釣りのスポットとしても知られており、周辺は シダレザクラやソメイヨシノが植えられ「唐桶宗山公園」として整備されている。
また、ハクチョウを始めとする鳥類や、多種多様な水生動物等が生息している。
地元ボランティア「唐桶溜の環境を守る会」によって自然保護活動が行われている。

## アクセス

### 道路
- 国道408号
- 栃木県道69号宇都宮茂木線
- 栃木県道154号下高根沢氷室線

### 公共交通
- JR東日本 宇都宮駅下車
  - ジェイアールバス関東の路線バスで「清原台4丁目」下車、東へ約450m、徒歩約5分
  - 2023年8月開業予定の宇都宮ライトレール線ではグリーンスタジアム前停留場より東へ約2km、徒歩約30分